# اسلام مخاچف
اسلام مخاچف (روسی: Исла́м Рамаза́нович Маха́чев؛ زادهٔ ۲۷ سپتامبر ۱۹۹۱) ورزشکار هنرهای رزمی ترکیبی اهل روسیه است. وی از سال ۲۰۱۰ میلادی تاکنون مشغول فعالیت می‌باشد. مخاچف در سال ۲۰۱۶ در دسته ۷۴ کیلوگرم، قهرمان مسابقات سامبو جهان شد. وی پس از شکست دادن چارلز اولیویرا در ۲۲ اکتبر قهرمان دسته سبک وزن (هنرهای رزمی ترکیبی) در سازمان یواف‌سی شد.
او در حال حاضر در بخش سبک وزن مسابقات قهرمانی مبارزه نهایی (سازمان یواف‌سی) رقابت می‌کند، جایی که او قهرمان سابق سبک وزن یواف‌سی است. او از سال ۲۰۱۰ به صورت حرفه‌ای در این رشته فعالیت می‌کند و در سال ۲۰۱۶ قهرمان جهان در رشته سامبوی رزمی و دو بار قهرمان ملی روسیه در وزن ۷۴ کیلوگرم (۲۰۱۴، ۲۰۱۶) شده است. از ۱ ژوئیه ۲۰۲۵، او در رتبه‌بندی سبک وزن یواف‌سی رتبه اول و در رتبه‌بندی پوند فور پوند مردان یواف‌سی رتبه دوم را دارد.